# 179
179 (CLXXIX) var ett normalår som började en torsdag i den julianska kalendern.

## Händelser

### Okänt datum
- Romarna uppför befästningen Castra Regina ("befästningen vid floden Regen"), föregångaren till staden Regensburg.
- Romerska legionärer ristar i klippan under slottet Trenčín (i nuvaranden Slovakien) in namnet på staden Laugaritio, vilket markerar romarnas nordligaste närvaro i den delen av Europa.
- Marcus Aurelius driver ut markomannerna ur Romarriket för gott och förstärker gränsen. För att återbefolka och återuppbygga det ödelagda Pannonien låter Rom för första gången germanska nybyggare slå sig ner på romerskt territorium.
- Abgar IX den store, blir kung av Edessa.
- Gogukcheon efterträder sin far Shindae som härskare över det koreanska Goguryeoriket.

## Födda
- Sima Yi, kinesisk general, strateg och politiker

## Avlidna
- Maximilla, profet inom montanismen